# Papua Cao nguyên
Papua Cao nguyên (tiếng Indonesia: Papua Pegunungan) là một tỉnh của Indonesia, gần như theo ranh giới của khu vực phong tục  Lano-Pago của người Papua. Tỉnh có diện tích 51.213,34 km2 (19.773,58 dặm vuông Anh) và có dân số là 1.430.459 theo ước tính chính thức vào giữa năm 2022.
Tỉnh Papua Cao nguyên được thành lập chính thức vào ngày 11 tháng 11 năm 2022, từ phần trung tâm và núi non của tỉnh Papua cũ. Tỉnh nằm tại vùng cao nguyên trung tâm của Tây New Guinea, là tỉnh không giáp biển duy nhất của Indonesia. Thủ phủ của Papua Cao nguyên là Wamena, thuộc huyện Jayawijaya. Dự luật thành lập tỉnh được phê chuẩn vào ngày 30 tháng 6 năm 2022, được tổng thống ký thành luật vào ngày 25 tháng 7, trở thành một trong ba tỉnh mới nhất của Indonesia, cùng với Trung Papua và Nam Papua.

## Chính trị
Tỉnh tuân theo ranh giới hành chính ban đầu của huyện Jayawijaya từ năm 1969 đến năm 2002. Về mặt văn hóa, Papua Cao nguyên nhìn chung bao phủ khu vực phong tục La Pago.
Tỉnh mới bao gồm tám huyện (kabupaten), được liệt kê dưới đây với các khu vực và dân số của họ theo điều tra nhân khẩu năm 2020, và theo ước tính chính thức vào giữa năm 2021. Vào ngày 11 tháng 12 năm 2002, ba huyện mới được thành lập từ các phần của huyện Jayawijaya - Pegunungan Bintang (dãy núi Bintang), Tolikara và Yahukimo. Sau đó vào ngày 4 tháng 1 năm 2008, bốn huyện mới khác được thành lập từ các phần khác của huyện Jayawijaya - Lanny Jaya, Mamberamo Tengah (Trung Mamberamo), Nduga và Yalimo.
| Số        | Huyện              | Thủ phủ   | Khu | Diện tích in km2     | Dân số điều tra 2020 | Dân số ước tính giữa 2022 | HDI (2020)         |
| --------- | ------------------ | --------- | --- | -------------------- | -------------------- | ------------------------- | ------------------ |
| 1         | Jayawijaya         | Wamena    | Asologaima, Asolokobal, Asotipo, Bolakme, Bpiri, Bugi, Hubikiak, Hubikosi, Ibele, Itlay Hisage, Koragi, Kurulu, Libarek, Maima, Molagalome, Muliama, Musatfak, Napua, Pelebaga, Piramid, Pisugi, Popugoba, Siepkosi, Silo Karno Doga, Taelarek, Tagime, Tagineri, Trikora, Usilimo, Wadangku, Walaik, Walelagama, Wame, Wamena, Welesi, Wesaput, Wita Waya, Wollo, Wouma, Yalengga                                                         | 13.925,31 (2.629,01) | 269.553              | 277.923                   | 0,580 (Trung bình) |
| 2         | Lanny Jaya         | Tiom      | Awina, Ayumnati, Balingga, Balingga Barat, Bruwa, Buguk Gona, Dimba, Gamelia, Gelok Beam, Goa Balim, Gollo, Guna, Gupura, Karu, Kelulome, Kolawa, Kuly Lanny. Kuyawage, Lannyna, Makki, Melagi, Melagineri, Milimbo, Mokoni, Muara, Nikogwe, Niname, Nogi, Pirime, Poga, Tiom, Tiom Ollo, Tiomneri, Wano Barat, Wereka, Wiringgambut, Yiginua, Yiluk, Yugungwi                                                                             | 6.077,4 (2.339,78)   | 196.399              | 201.461                   | 0,479 (Thấp)       |
| 3         | Mamberamo Tengah   | Kobakma   | Eragayam, Ilugwa, Kelila, Kobakma, Megambilis | 3.743,64 (4.101,50)  | 50.685               | 51.719                    | 0,476 (Thấp)       |
| 4         | Nduga              | Kenyam    | Alama, Dal, Embetpen, Gearek, Geselma, Inikgal, Iniye, Kegayem, Kenyam, Kilmid, Kora, Koroptak, Krepkuri, Mam, Mapenduma, Mbua Tengah, Mbulmu Yalma, Mbuwa, Mebarok, Moba, Mugi, Nenggeagin, Nirkuri, Paro, Pasir Putih, Pija, Wosak, Wusi, Wutpaga, Yal, Yenggelo, Yigi | 12.941 (5.886,89)    | 106.533              | 109.630                   | 0,316 (Thấp)       |
| 5         | Pegunungan Bintang | Oksibil   | Aboy, Alemsom, Awinbon, Batani, Batom, Bime, Borme, Eipumek, Iwur, Jetfa, Kalomdol, Kawor, Kiwirok, Kiwirok Timur, Mofinop, Murkim, Nongme, Ok Aom, Okbab, Okbape, Okbemtau, Okbibab, Okhika, Oklip, Oksamol, Oksebang, Oksibil, Oksop, Pamek, Pepera, Serambakon, Tarup, Teiraplu, Weime | 15.683 (13.751,92)   | 77.872               | 78.466                    | 0,454 (Thấp)       |
| 6         | Tolikara           | Karubaga  | Airgaram, Anawi, Aweku, Bewani, Biuk, Bogonuk, Bokondini, Bokoneri, Danime, Dow, Dundu, Egiam, Geya, Gika, Gilubandu, Goyage, Gundagi, Kai, Kamboneri, Kanggime, Karubaga, Kembu, Kondaga, Kuari, KubuLi Anogomma, Nabunage, Nelawi, Numba, Nunggawi, Panaga, Poganeri, Tagime, Tagineri, Telenggeme, Timori, Umagi, Wakuwo, Wari/Taiyeve II, Wenam, Wina, Woniki, Wugi, Wunim, Yuko, Yuneri                                               | 14.564 (2.990,01)    | 236.986              | 244.345                   | 0,495 (Thấp)       |
| 7         | Yahukimo           | Dekai     | Amuma, Anggruk, Bomela, Dekai, Dirwemna, Duram, Endomen, Hereapini, Hilipuk, Hogio, Holuon, Kabianggama, Kayo, Kona, Korupun, Kosarek, Kurima, Kwelemdua, Kwikma, Langda, Lolat, Mugi, Musaik, Nalca, Ninia, Nipsan, Obio, Panggema, Pasema, Pronggoli, Puldama, Samenage, Sela, Seredela, Silimo, Soba, Sobaham, Soloikma, Sumo, Suntamon, Suru Suru, Talambo, Tangma, Ubahak, Ubalihi, Ukha, Walma, Werima, Wusama, Yahuliambut, Yogosem | 17.152 (16.365,94)   | 350.880              | 361.776                   | 0,494 (Thấp)       |
| 8         | Yalimo             | Elelim    | Abenaho, Apalapsili, Benawa, Elelim, Welarek | 4.330,29 (3.148,29)  | 101.973              | 105.139                   | 0,483 (Thấp)       |
| Tổng cộng | Tổng cộng          | Tổng cộng | Tổng cộng | 88.416,64(51.213,34) | 1.390.881            | 1.430.459                 | 0.483 (Thấp)       |